# 总序蓟
总序蓟（学名：Cirsium racemiforme）是菊科蓟属的植物，为中国的特有植物。分布在中国大陆的福建、贵州、云南、湖南、江西、广西等地，生长于海拔1,000米至1,300米的地区，一般生长在山谷、山坡、山脚林缘、林下潮湿地及山坡草地，目前尚未由人工引种栽培。